# رقص بختیاری
صدای ساز تُشمال و زنان و مردانی که دایره وار و با تکان دادن دستمال‌های رنگارنگ و با حرکاتی موزون می‌رقصند، مشخصهٔ مراسم عروسی و شادی در بین  لرهای بختیاری  است. زنان با لباسهای رنگارنگ لُری بختیاری و مردان با شلوار دَبیت و چوقا می‌رقصند و هراز گاهی صدای کِل زدنِ زنها و گالِهٔ مردان به گوش می‌رسد.

## انواع رقصها
رقصهای بختیاری به دو گروه تقسیم می‌شوند.

### گروه اول
رقصی که فقط توسط مردان انجام می‌شود چو بازی است که به آن تَرکه بازی و جنگنومه هم می‌گویند.

#### چوبازی
در این رقص تنها دونفر مرد شرکت کرده و بقیه در اطراف آن‌ها ایستاده و به نوبت وارد رقص می‌شوند. یکی از دونفر چوب بزرگی که به آن دِرَک می‌گویند و دیگری یک عدد ترکهٔ نازک را در دست دارند. کسی که ترکه را در دست دارد سعی می‌کند به هر شکل که شده به پای طرف مقابل ضربه بزند و دیگری هم با کمک دِرَک تلاش می‌کند جلو ضربه را بگیرد و پس از هر ضربه چوبها را عوض می‌کنند. معمولاً پس از یکی دو بار تعویض چوبها، افراد دیگری وارد رقص شده و جای نفرات قبلی را می‌گیرند.

### گروه دوم
رقصهایی که توسط مردان و زنان و معمولاً به صورت مختلط انجام می‌شوند مانند دوپا، سه پا، چهار دستمالی، هِی دِتِه، جیران جیران، رقص مجسمه، چوپی، سرناز

### رقص سه پا
در رقص سه‌پا منوال بدین‌گونه است که رقصندگان با پای راست رقص (به لُری: بازِنه یا باختِه یا دس گِرتِه) را آغاز می‌کنند و سه گام به جلو برمی‌دارند. در رقص‌های لری به‌مانند اکثر رقص‌های گروهی ایرانی، آغاز حرکت با پای راست است. رقصندگان پس از برداشتن سه گام، ابتدا پای راست و بعد پای چپ را خم می‌کنند. دست‌های رقصندگان در این رقص پنجه به پنجه در هم گره می‌خورند و شانه‌های آنان به یکدیگر تکیه دارند (معنای تحت‌اللفظی رقص به لری (دَس گِرتِه)، همین پیوند دستها در هنگام رقص است)

#### چهار دستمالی
مانند رقص سه پا است با این تفاوت که رقصندگان بعد از برداشتن سه قدم، دیگر دو گام به عقب برنگشته بلکه تنها دوگام به صورت درجا برمی‌دارند و بقیهٔ مراحل مشابه رقص سه پا است.

#### رقص هِی دِتِه
در این رقص حرکت دستها و پاها سریع بوده و بدن باید انعطاف خوبی داشته باشد.

#### جیران جیران
از رقصهای گروهی است و مرد وزن در کنار هم می‌رقصند.

#### رقص مجسمه
در این رقص زن و مرد درکنارهم و باصدای ساز می‌رقصند. تشمال هر از گاهی نواختن را قطع می‌کند و در این زمان، رقصنده باید در هرحالتی که هست ثابت و بی حرکت بایستد. در این حال عده‌ای با دادن انعام و شیرینی از تُشمال می‌خواهند تا مجدداً ساز بزند. به این ترتیب نوای موسیقی باردیگر و بی خبرشروع شده و رقص به همین شکل ادامه پیدا می‌کند. مهارت رقصنده در این است که بتواند به موقع توقف کرده، حالت خود را حفظ و به موقع حرکت نماید.

#### رقص دوپا
این رقص معمولاً پس از سه‌پا با تندترشدن آهنگ نوازندگان و رقصندگان انجام می‌گیرد و حرکات پاها و دست‌ها در این رقص همانند رقص سنگین‌سَما (رقص آغازین) است. معمولاً کهنسالان در حرکات آغازین سنگین‌سَما بیشتر مشارکت می‌کنند و حرکات سه‌پا و دوپا که نیاز به انرژی و پویایی بیشتر است بیشتر درمیان جوانان طرفدار دارد، این رقص بیشتر در میان چهارلنگ‌های لرستان و شمال خوزستان و هفت لنگ‌های لرستان و شهر دزفول متداول است.